# Monarch
Monarch é uma série de televisão estadunidense de drama musical criada por Melissa London Hilfers. A série é a primeira produção da Fox Entertainment Studios. É estrelada por Susan Sarandon, Anna Friel, Trace Adkins, Beth Ditto, Martha Higareda, Iñigo Pascual e Joshua Sasse. Estreou em 11 de setembro de 2022 e terminou em 6 de dezembro de 2022 na Fox. Em dezembro de 2022, a Fox cancelou a série após uma temporada.

## Elenco
- Susan Sarandon como Dottie Cantrell Roman
  - Eva Amurri como Dottie jovem
- Anna Friel como Nicolette "Nicky" Roman
  - Taegan Burns como Nicky jovem
- Trace Adkins como Albie Roman
- Joshua Sasse como Luke Roman
  - Gavin Bedell como Luke jovem
- Beth Ditto como Georgina "Gigi" Taylor-Roman
  - Elena Murray como Gigi jovem
- Iñigo Pascual como Ace Grayson
- Meagan Holder como Kayla Taylor-Roman
- Emma Milani como Ana Phoenix
- Martha Higareda como Catt Phoenix

## Recepção
No Rotten Tomatoes, a série detém um índice de 33% de aprovação com uma nota média de 5,8/10, com base em 12 críticas. O consenso dos críticos do site diz: "Cheio de clichês, embora decepcionantemente leve para Susan Sarandon, Monarch é um sucessor mediano de uma linhagem de novelas sobre famílias em guerra por seu império comercial". O Metacritic, que usa uma média ponderada, atribuiu uma pontuação de 43 de 100 com base em 11 avaliações, indicando "críticas mistas ou médias".